# Cascão Porker e a Pedra Distracional
Cascão Porker e a Pedra Distracional é uma história especial da Turma da Mônica, paródia do filme Harry Potter e a Pedra Filosofal. A história em quadrinhos foi publicada em agosto de 2009 pela Editora Panini na revista Clássicos do Cinema #15. 

## História
Cascão Porker é um jovem mal-cheiroso que nunca conheceu seus pais e mora com os tios. Até que um dia um gigante vai até sua casa e lhe entrega uma carta, convidando-o para entrar na escola de magia e feitiçaria de Hográtis. Lá, Cascão conhece Cebolony Uéaslei e Hermônica Granja. Aos poucos, Cascão vai aprendendo a conviver com o mundo dos bruxos, descobrindo seu passado e dá de cara com um vilão terrível.

## Paródias
Personagens |    Paródias
- Cascão         | Cascão Porker          = Harry Potter
- Mônica          | Hermônica Granja     = Hermione Granger
- Cebolinha     | Cebolony Uéslei        = Rony Weasley
- Magali           | Magaligonagal          = Minerva McGonagall
- Capitão Feio | Feiodemorte             = Lord Voldemort
- Jotalhão        | Hagridão                   = Hagrid
- Do Contra     | Ex-Neipe                   = Professor Severo Snape
- Nimbus          | Dunimbusdore          = Professor Dumbledore
- Xaveco          | Xavecus Malboy        = Draco Malfoy
- Cranicola       | Cranic Só a Cabeça = Nick Quase Sem Cabeça

Casas
- Grifedória = Grifinória
- Sonseverina = Sonserina
- Ufa-Ufa = Lufa-Lufa
- Corvinil = Corvinal

Lugares
- Hográtis = Hogwarts
- Beco Poligonal = Beco Diagonal
- Rua dos Trouxas = Rua dos Alfeneiros

Outros
- Quadrinhobol = Quadribol
- Sono de Ouro = Pomo de Ouro
- Pedra Distracional = Pedra Filosofal

## Curiosidades
- Na cena do "Beco Poligonal", onde Cascão vai fazer suas compras, aparecem muitos outros personagens mágicos, como: Mestre dos Magos, Mister M, Os Padrinhos Mágicos, a Feiticeira Escarlate, Gargamel, Gandalf, além de bruxos e bruxas clássicos.